# Elinor Middlemiss
Elinor Muriel Middlemiss, MBE (* 28. Januar 1967, geborene Elinor Allen) ist eine schottische Badmintonspielerin und Sportfunktionärin. 

## Karriere
Elinor Middlemiss gewann zahlreiche nationale Titel bei den schottischen Einzelmeisterschaften. International war sie unter anderem bei den Iceland International, den Irish Open, den Peru International, den Austrian International und den US Open erfolgreich.
2024 wurde sie für ihre Verdienste um den Sport zum Member des Order of the British Empire (MBE) ernannt. Sie bekleidete 2022 den Posten des Chef de Mission des schottischen Teams bei den Commonwealth Games und wurde auch für die Spiele 2026 für diese Position bestimmt.

## Sportliche Erfolge
| Saison | Veranstaltung                       | Disziplin   | Platz | Name                                 |
| ------ | ----------------------------------- | ----------- | ----- | ------------------------------------ |
| 1982   | Schottland: Juniorenmeisterschaften | Damendoppel | 1     | Susan Bell / Elinor Allen            |
| 1984   | Schottland: Juniorenmeisterschaften | Mixed       | 1     | Gary Stangoe / Elinor Allen          |
| 1984   | Schottland: Juniorenmeisterschaften | Damendoppel | 1     | Elinor Allen / Aileen Nairn          |
| 1985   | Schottland: Juniorenmeisterschaften | Mixed       | 1     | Russell Hogg / Elinor Allen          |
| 1985   | Schottland: Juniorenmeisterschaften | Damendoppel | 1     | Elinor Allen / Aileen Nairn          |
| 1986   | Iceland International               | Dameneinzel | 1     | Elinor Allen                         |
| 1986   | Schottland: Einzelmeisterschaften   | Damendoppel | 1     | Jennifer Allen / Elinor Allen        |
| 1986   | Iceland International               | Mixed       | 1     | Alastair Baker / Elinor Allen        |
| 1987   | Schottland: Einzelmeisterschaften   | Damendoppel | 1     | Jennifer Allen / Elinor Allen        |
| 1988   | Schottland: Einzelmeisterschaften   | Damendoppel | 1     | Jennifer Allen / Elinor Allen        |
| 1989   | Irish Open                          | Damendoppel | 1     | Jennifer Allen / Elinor Allen        |
| 1991   | Schottland: Einzelmeisterschaften   | Damendoppel | 1     | Jennifer Allen / Elinor Allen        |
| 1992   | Schottland: Einzelmeisterschaften   | Damendoppel | 1     | Jennifer Allen / Elinor Allen        |
| 1992   | Iceland International               | Damendoppel | 1     | Jenny Allen / Elinor Allen           |
| 1992   | Schottland: Einzelmeisterschaften   | Mixed       | 1     | Kenny Middlemiss / Elinor Allen      |
| 1992   | Iceland International               | Mixed       | 1     | Kenny Middlemiss / Elinor Allen      |
| 1993   | Schottland: Einzelmeisterschaften   | Mixed       | 1     | Kenny Middlemiss / Elinor Allen      |
| 1993   | Schottland: Einzelmeisterschaften   | Damendoppel | 1     | Jennifer Allen / Elinor Allen        |
| 1994   | Irish Open                          | Mixed       | 1     | Kenny Middlemiss / Eleanor Allen     |
| 1994   | Schottland: Einzelmeisterschaften   | Damendoppel | 1     | Jennifer Allen / Elinor Allen        |
| 1994   | Schottland: Einzelmeisterschaften   | Mixed       | 1     | Kenny Middlemiss / Elinor Allen      |
| 1994   | Schottland: Einzelmeisterschaften   | Dameneinzel | 1     | Elinor Allen                         |
| 1995   | Schottland: Einzelmeisterschaften   | Mixed       | 1     | Kenny Middlemiss / Elinor Allen      |
| 1995   | Schottland: Einzelmeisterschaften   | Damendoppel | 1     | Jennifer Allen / Elinor Allen        |
| 1996   | Schottland: Einzelmeisterschaften   | Mixed       | 1     | Kenny Middlemiss / Elinor Middlemiss |
| 1996   | Schottland: Einzelmeisterschaften   | Damendoppel | 1     | Jillian Haldane / Elinor Middlemiss  |
| 1997   | Schottland: Einzelmeisterschaften   | Damendoppel | 1     | Elinor Middlemiss / Aileen Travers   |
| 1997   | Schottland: Einzelmeisterschaften   | Mixed       | 1     | David Gilmour / Elinor Middlemiss    |
| 1997   | Spanish International               | Damendoppel | 1     | Elinor Middlemiss / Sandra Watt      |
| 1997   | Spanish International               | Mixed       | 1     | Kenny Middlemiss / Elinor Middlemiss |
| 1998   | US Open                             | Mixed       | 1     | Kenny Middlemiss / Elinor Middlemiss |
| 1998   | US Open                             | Damendoppel | 1     | Elinor Middlemiss / Kirsteen McEwan  |
| 1998   | Austrian International              | Damendoppel | 1     | Elinor Middlemiss / Sandra Watt      |
| 1998   | Austrian International              | Mixed       | 1     | Kenny Middlemiss / Elinor Middlemiss |
| 2003   | Schottland: Einzelmeisterschaften   | Damendoppel | 1     | Kirsteen McEwan / Elinor Middlemiss  |